# Trischnaspis
Trischnaspis är ett släkte av insekter. Trischnaspis ingår i familjen pansarsköldlöss.
Kladogram enligt Catalogue of Life:
| Trischnaspis | \| \| Trischnaspis balachowskyi \| \| \| \| \| \| Trischnaspis bipindensis \| \| \| \| |
|              | \| \| Trischnaspis balachowskyi \| \| \| \| \| \| Trischnaspis bipindensis \| \| \| \| |
|              | Trischnaspis balachowskyi                                                              |
|              |                                                                                        |
|              | Trischnaspis bipindensis                                                               |
|              |                                                                                        |